# Franciscus Joannus Vervest
F.J. (Franciscus Joannus) Vervest (1888–1966) was een Nederlandse architect uit Eindhoven. Hij was actief in Noord-Brabant en in het bijzonder in de Peel en de Kempen. Vervest ontwierp diverse gebouwen voor de Noordbrabantse Christelijke Boerenbond (NCB), kerken, pastorieën en villa's overwegend in de stijl van de Delftse School een stroming in het traditionalisme rondom de Delftse hoogleraar ir Marinus Jan Granpré Molière.
Vervest associeerde zich in 1932-1933 met de dan eveneens in Eindhoven gevestigde architect ir. Jakobus van Buijtenen. Samen met van Buijtenen maakte Vervest het ontwerp voor de Sint Adrianus kerk en pastorie te Esbeek. Het ontwerp van de pastorie en kerk was volgens het traditionalisme van architect Alexander Jacobus Kropholler.
Met de eveneens uit Eindhoven afkomstige Martinus van Beek ontwierp Vervest een christocentrische kerk, de Sacramentskerk te Tilburg.
Het Regionaal Historisch Archief Eindhoven heeft over een periode van 1915 tot en met 1966 circa 69 ontwerpen van gebouwen en woningen van Vervest bewaard. 
Een aantal van de ontwerpen van Vervest zijn aangewezen als rijks- of gemeentemonument:
- Sacramentskerk te Tilburg (1936, i.s.m. M. van Beek)
- Hoofdonderwijzerswoning te Hoogeloon (1927)
- Pastorie te Steensel (1927)
- Luciakerk te Steensel (1931) een eenbeukige christocentrische kerk
- Sint-Adrianuskerk en pastorie te Esbeek (1936 i.s.m. Van Buijtenen)
- St. Antonius van Padua  in Winssen (1938 i.s.m. Van Buijtenen)
- Pastorie te Someren-Eind (1931)